# Pequín (Barcelona)

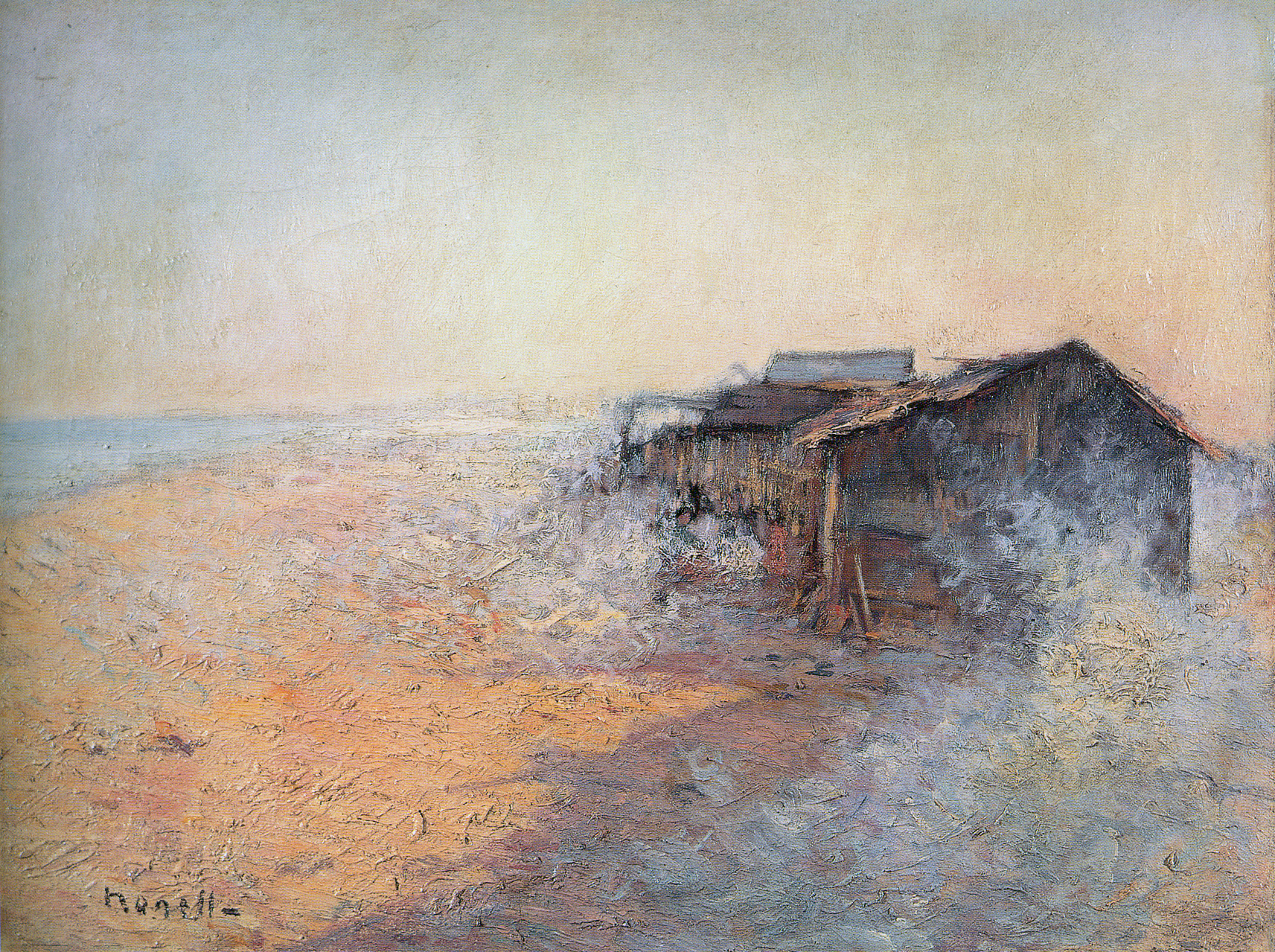
La platja de Pequín vers l'any 1901 en un quadre d'Isidre Nonell

Pequín fou un antic barri de barraques avui desaparegut al límit del districte barceloní de Sant Martí amb el municipi de Sant Adrià de Besòs, situat entre la platja i el quarter militar del castell del Camp de la Bota en un terreny on ara s'aixeca el recinte del Fòrum.
L'origen del barri se situa vers l'any 1870 quan s'hi van instal·lar diverses famílies xineses de pescadors emigrats de les illes Filipines que vivien en aquest terreny en pèssimes condicions per la manca de qualsevol tipus d'instal·lacions i el constant perill d'inundacions. Nogensmenys, el nombre d'habitatges va anar creixent a poc a poc amb immigrants d'altres llocs.
Als anys vint del segle xx el barri fou arrasat per un temporal, però poc després, famílies vingudes a Barcelona amb motiu de trobar feina a l'entorn de l'Exposició Internacional de Barcelona del 1929 van aixecar-hi noves barraques. També ho van fer en un terreny veí anomenat Camp de la Bota (o Parapet) al costat del barri de Pequín.
En la dècada de 1950, quan l'exèrcit va abandonar el castell, les denominacions Pequín i Parapet van desaparèixer i tota l'àrea d'ençà només es coneixia amb el nom de Camp de la Bota.